# تلوث دقائقي

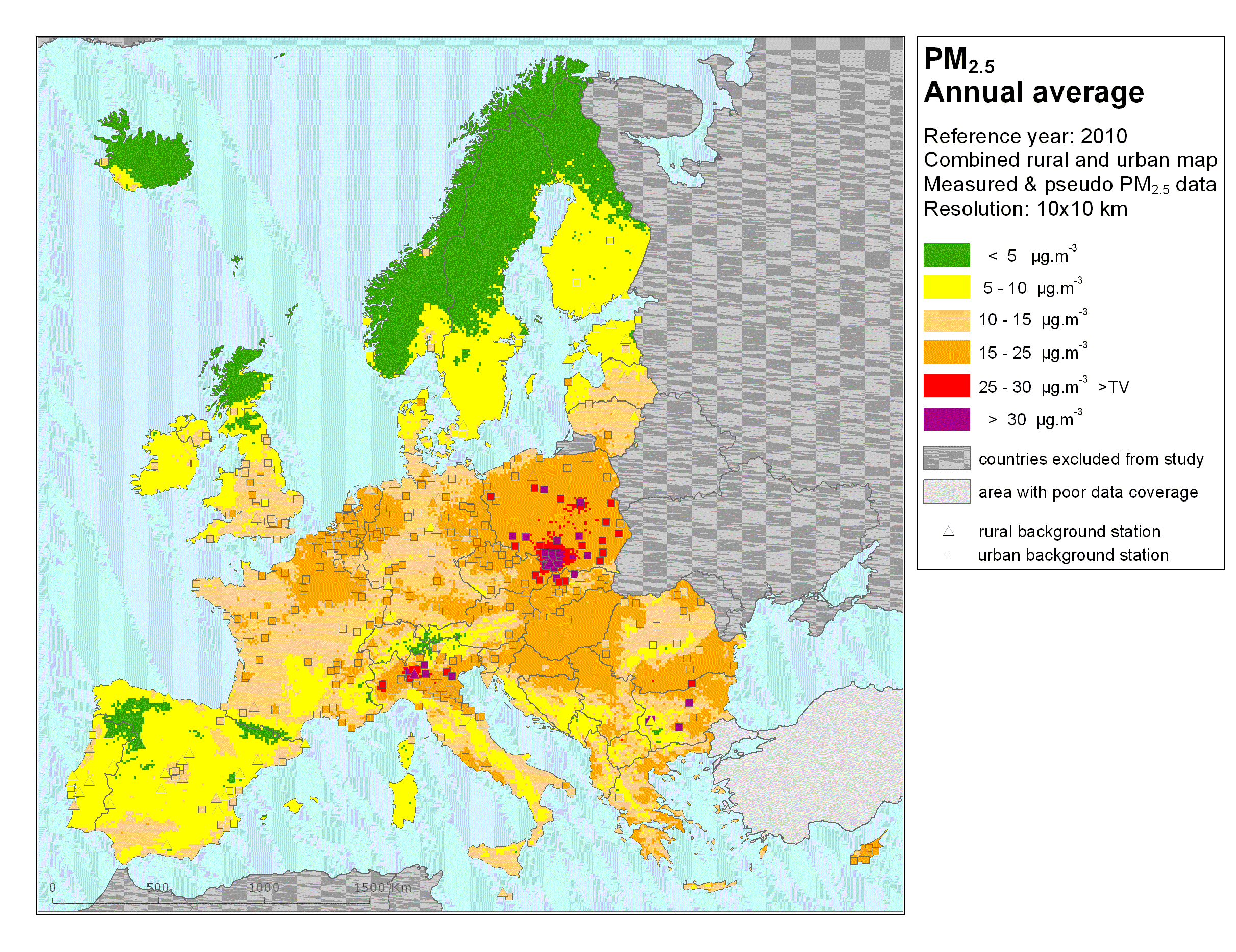

التلوث الدقائقي أو تلوث الجسيمات (بالإنجليزية: Particulate pollution)‏، هو تلوث ناتج عن تواجد جسيمات دقائقية (خليط من جسيمات دقيقة جداً ورذاذ بالإضافة إلى مواد كيميائية) بالجو، يتسبب عند استنشاقه في أضرار بالجهاز التنفسي.